# Railcoop
Railcoop était une société coopérative de transport ferroviaire française privée qui a fonctionné entre 2019 et 2024. Son siège social se situait à Figeac (Lot). Dans un contexte d’ouverture à la concurrence du marché du transport ferroviaire à partir de décembre 2020, Railcoop s’était donné pour objectif de renforcer l’usage du ferroviaire sur tous les territoires afin de contribuer à la transition écologique.
Après avoir reçu sa licence d'entreprise ferroviaire en septembre 2021 et son certificat de sécurité en novembre 2021, elle assure à partir de novembre 2021 une liaison de trains de marchandises entre Viviez - Decazeville et Saint-Jory en Occitanie. Au vu des difficultés financières, Railcoop arrête son activité fret en avril 2023.
Son premier projet de ligne voyageurs est le rétablissement d’une liaison ferroviaire directe entre Bordeaux et Lyon dont l’exploitation par la Société nationale des chemins de fer français (SNCF) s’est arrêtée en décembre 2021 sur décision de l’État. Du fait d’un manque de financement, la date d’ouverture prévue en 2022 est plusieurs fois repoussée puis annoncée pour l’été 2024.
Railcoop est placée en redressement judiciaire le 16 octobre 2023 puis en liquidation judiciaire le 29 avril 2024 par le tribunal de commerce de Cahors.

## Historique

### Contexte
Dans un contexte de réchauffement climatique, Railcoop considère que le train est un maillon essentiel de la transition écologique en cours.
Les besoins de mobilité sont en forte croissance. Il est notamment prévu 44 % d’augmentation du trafic routier d’ici à 2050 par rapport à 2012. Pourtant, les infrastructures ferroviaires restent largement sous-exploitées : en 2018, 80 % du trafic se concentre sur 40 % seulement du réseau. Si 90 % des Français résident à moins de 10 kilomètres d’une gare, 30 % de ces gares ne sont pas desservies et le réseau actuel sert en priorité les grandes villes et les axes entre Paris et la province. L’usage du fret ferroviaire en France reste très inférieur aux autres pays européens.
Longtemps resté le monopole de la SNCF entreprise publique, bénéficiant d'une concession de service public, le transport ferroviaire français se conforme à la règlementation communautaire en s’ouvrant progressivement à la concurrence : à partir de décembre 2020, d'autres opérateurs (publics, d'économie mixte, ou privés), peuvent faire rouler des trains de voyageurs en France.

### L'association de préfiguration (d'avril à novembre 2019)
L’association loi de 1901 de préfiguration Railcoop est créée le 20 avril 2019, à Blars dans le Lot, afin d'étudier la faisabilité technique, économique et juridique liée à la création d’une société coopérative d'intérêt collectif dans le domaine ferroviaire.
Elle rassemble des personnes issues du milieu ferroviaire — favorables au maintien de la ligne de Cahors à Capdenac, avec l’association Quercyrail, la ligne étant menacée de transformation en voie verte —, de l'économie sociale, de l'éducation populaire, et de la protection de l’environnement, pour essayer de développer un nouvel opérateur ferroviaire de proximité.

### Création de la coopérative, lancement du fret
Railcoop devient une société coopérative d'intérêt collectif sous forme de société anonyme (SCIC-SA) à capital variable, le 30 novembre 2019, avec trente-deux sociétaires initiaux. Son siège se situe à Figeac (Lot) depuis juillet 2021 après une première installation à la pépinière d'entreprises du Grand-Figeac à Cambes. L’équipe opérationnelle est répartie sur le territoire français. Railcoop ouvre des bureaux à Barr, en Alsace, et Vichy, en Auvergne-Rhône-Alpes.
Le 4 avril 2020, Railcoop notifie l’Autorité des marchés financiers (AMF) son intention de faire une offre au public de titres financiers. Cet appel est officiellement ouvert le lendemain et connaît un fort succès, dans le contexte particulier lié à la pandémie de Covid-19 en France.
En mai 2020, l’entreprise ambitionne de faire rouler des trains de marchandises mi-2021 et de voyageurs mi-2022. Le 8 juin 2020, Railcoop notifie l’Autorité de régulation des transports (ART) ses premiers services voyageurs pour le service annuel 2022.
Les sociétaires peuvent participer à la réflexion pour alimenter le projet coopératif. Il existe des cercles thématiques (gouvernance, fret, service annuel 2023, nouveaux services…) et des cercles géographiques (Bordeaux, Lyon…). Le cap de 1,5 million d'euros souscrits nécessaires au capital pour obtenir une licence ferroviaire est atteint en février 2021, grâce à un peu plus de 5 000 sociétaires.
Railcoop dépose en juillet 2021 une demande de licence d'entreprise ferroviaire qu'elle obtient le 22 septembre 2021.
Railcoop adhère en septembre 2021 à l'Union des transports publics et ferroviaires (UTP), branche des transports publics et ferroviaires du MEDEF.
Après avoir obtenu son certificat de sécurité le 9 novembre 2021, le premier train de fret circule le 15 novembre 2021,.

### Difficultés de financement et arrêt du fret
En mars 2022, Railcoop annonce devoir reporter son projet de lancement d'une ligne Lyon - Bordeaux en raison d'un retard de financement. Initialement fixé au 26 juin 2022, puis reporté de six mois, le redémarrage de cette ligne arrêtée en décembre 2012 n’a donc plus de date officielle.
En janvier 2023, il est annoncé que Railcoop réfléchit à la mise en place d'une version frugale de son service à l'horizon 2024. La coopérative doit soumettre en assemblée générale extraordinaire le principe d'« un aller-retour sur deux jours à l'été 2024 », adapté aux moyens financiers de la société à ce jour.
Fin février 2023, l'assemblée générale décide d'ouvrir la ligne en juin 2024 avec un service restreint d’un seul aller-retour par tranche de deux jours. Pour lancer plusieurs allers-retours par jour, la coopérative avait besoin de 40 millions d’euros pour l’achat et la rénovation de sept trains automoteurs diesel X 72500 et l’aménagement des espaces dans les gares. Mais elle n'a levé que 8,4 millions d’euros (11 millions avec les promesses) depuis sa création fin 2019. Pour lancer le service réduit en 2024, elle doit encore trouver 4,1 millions d’euros pour les investissements, notamment l'achat à la SNCF d'une deuxième rame de train Alstom X 72500 à rénover.
En avril 2023, constatant que la situation financière n’est plus maîtrisée, Railcoop procède à une importante modification de la direction générale et à l’arrêt du trafic fret.
Au mois de mai, Railcoop annonce pourtant son intention d’assurer une rotation quotidienne pour voyageurs entre Lyon et Bordeaux à partir de l’été 2024 bien qu'il lui manque encore 75 % des quatre millions d’euros nécessaires pour y parvenir. La région Occitanie donne un accord de principe à garantir de futurs emprunts bancaires, tandis que la région Auvergne-Rhône-Alpes s’y refuse. Les discussions se poursuivent avec la Nouvelle-Aquitaine et le Grand Est.
Le 20 juin 2023, Railcoop annonce à ses sociétaires un déficit de 4,2 millions € en 2022 ; la coopérative est considérée comme « au bord de la cessation de paiement ». En juillet, le conseil d’administration approuve un partenariat avec un investisseur extérieur pour « co-financer l’achat et la rénovation des rames et partager les risques d’exploitation commerciale ». La présidence, assurée conjointement par quatre personnes, s’y opposant, elle démissionne le 12 juillet et le directeur général Nicolas Debaisieux devient également président.
En septembre 2023, Railcoop lance un nouvel appel à la mobilisation citoyenne afin de pallier son besoin urgent de financement. Dans le même temps, elle négocie avec l’investisseur espagnol Serena Industrial Partners pour cofinancer la relance de la ligne ferroviaire Bordeaux-Lyon, espérant voir les négociations se conclure au début de l’année 2024,.
Une assemblée générale décisive a lieu le 7 octobre 2023 pour statuer sur l'avenir de Railcoop, alors que le dépôt de bilan est l'option la plus probable,. Les sociétaires de l'assemblée votent majoritairement pour une poursuite des activités (88,5 %) et en faveur de la poursuite des négociations (85,5 %) avec le fonds d’investissement espagnol Serena Partners, qui pourrait sauver la situation financière de l’entreprise.

### Redressement judiciaire
Le 16 octobre 2023, la société n'ayant réuni que 383 000 € sur les 500 000 € nécessaires à son fonctionnement, est placée en redressement judiciaire pour six mois par le tribunal de commerce de Cahors,,.
Début 2024, les locaux de la société sont réduits à deux bureaux situés Faubourg du Pin, le nombre de collaborateurs ayant aussi drastiquement diminué. Début février, l'association « Les amis de Railcoop » lance un « relais citoyen » afin que du 17 février au 2 mars, des gens, à pied ou à vélo, relient en quinze étapes les 12 villes de la future ligne Bordeaux - Lyon afin de sensibiliser le public sur les difficultés du projet. Des animations et des réunions publiques se déroulent dans les différentes villes étapes,. Le 3 mars 2024, ils sont une trentaine à rallier Lyon.
En mars 2024, Railcoop annonce être obligé de vendre ses deux seules rames à disposition pour essayer de survivre alors qu'elle est toujours dans l'attente d'investisseurs susceptibles de sauver le projet.
Le 15 mars 2024, interrogé par le quotidien La Dépêche, Nicolas Debaisieux reconnait avoir sous-estimé les difficultés : « Je savais que c'était un projet fou mais je ne m'attendais pas à autant de freins ». Ne s'avouant pas vaincu, il estime aussi que les derniers jours seront critiques jusqu'au 15 avril 2024, date de l'audience devant le tribunal de commerce de Cahors.
Le 21 mars 2024, le tribunal de commerce de Clermont-Ferrand déboute Railcoop dans son litige avec l'entreprise ACC-M qui lui a facturé près de 880 000 € de frais de garage pour les deux rames supposées être vendues. Cette décision de justice ne laisse entrevoir qu'une liquidation prochaine,,.
Le 29 avril 2024, le tribunal de commerce de Cahors prononce la liquidation judiciaire à la suite d'une audience tenue le 15 avril 2024,,.

## Exploitation

### Fret
De novembre 2021 à avril 2023, Railcoop assure la circulation des trains de marchandises entre Viviez - Decazeville et le triage de Saint-Jory, au nord de Toulouse, en passant par Capdenac,.
L'offre est constituée par un aller-retour quotidien cinq jours sur sept, desservant les cours de marchandises, mais pas de desserte du dernier kilomètre. Dix-huit wagons et trois locomotives Vossloh G 1206 BB sont loués pour réaliser ce service,,. Le premier convoi, composé de huit wagons, circule à vide le 15 novembre 2021 pour préparer le premier train de marchandises le mardi 16 novembre 2021,,.
Une nouvelle relation est prévue entre Grignac-Cressenac et Saint-Gaudens pour avril 2023. La coopérative transporte des grumes vers l'usine de pâte à papier Fibre Excellence de Saint-Gaudens. Les rotations, une par semaine pour commencer, doivent être réalisées avec le même matériel que pour la liaison entre Viviez - Decazeville et le triage de Saint-Jory. Les difficultés économiques empêchent sa réalisation.
L'ensemble du trafic fret est suspendu fin avril 2023 et ne peut reprendre, en raison de la liquidation judiciaire prononcée un an plus tard.

## Projets

### Voyageurs

#### Lyon - Bordeaux

Schéma des futures dessertes voyageurs tel qu’annoncé en 2020.

Railcoop annonce vouloir relancer le Lyon – Bordeaux, une liaison abandonnée par la SNCF en décembre 2012 (en raison de travaux, de facto en 2014, puis officiellement en 2015) sur ordre de l’État, décideur des liaisons Intercités (aussi appelés « trains d’équilibre du territoire », TET). Des horaires ont été notifiés à l’ART en juin 2020 pour trois circulations quotidiennes à partir de mi-2022, dont une de nuit,.
Une étude à propos du développement de nouvelles lignes Intercités (TET) est réalisée par le gouvernement en mai 2021. Elle statue que la liaison Bordeaux - Lyon via Limoges apparait comme « non pertinente », au vu de la forte compétitivité de l’autoroute A89 voisine, ainsi que la nécessité de renouveler l’infrastructure ferroviaire.
Dans le projet de Railcoop, neuf gares intermédiaires seraient desservies dans un tracé passant par Limoges et Guéret, plus au nord que l’itinéraire historique fermé entre Ussel et Clermont-Ferrand. Ce tracé plus long impose notamment quatre rebroussements. Le prix des billets serait de l'ordre d'une quarantaine d'euros. Un autre itinéraire plus au sud par Aurillac a été déposé en cas de travaux. Cinq millions d’euros seront nécessaires pour mettre en œuvre cette ligne, issus du capital et de prêts de banques.
En octobre 2021, Railcoop annonce un premier report de 6 mois, invoquant des difficultés à obtenir les sillons demandés auprès de SNCF Réseau (seuls 55 % auraient été obtenus à cette date). Certains sillons demandés se superposent à des sillons déjà attribués aux TER existants. La région Nouvelle-Aquitaine supprime d'ailleurs certains trains face à l’arrivée annoncée de Railcoop. Il y avait également des problèmes liés à des coûts supplémentaires sur la tenue de certains postes d'aiguillages qui auraient fermé depuis le début de la demande, et qui devaient donc être rouverts. Mais en avril 2022, Railcoop annonce que faute de financement disponible, l'ouverture de la ligne est reportée sine die.
Afin d'exploiter la ligne Bordeaux Lyon, Railcoop doit acquérir huit éléments automoteurs d'occasion X 72500 (rames à 2  ou   3 caisses) auprès de la SNCF. Les deux premières unités, arrivées aux ateliers ACC M de Clermont-Ferrand, font l'objet d'un diagnostic pour identifier « le travail à accomplir pour la remise à niveau technique et le réaménagement intérieur décidé par les sociétaires de Railcoop ». Les ateliers ont suggéré la réalisation d'une Opération mi-vie, qui consiste à rénover les rames en profondeur, mais est assez coûteuse, de l'ordre de quelques millions d'euros par rame, celles-ci devant être intégralement démontées.

#### Autres liaisons
En 2020, Railcoop annonce que d’autres lignes nationales sont étudiées pour 2023 : Toulouse – Rennes et Lyon – Thionville et le 30 décembre 2021, l'Autorité de régulation des transports autorise Railcoop à exploiter six nouvelles lignes ferroviaires, dont l'ouverture pourrait intervenir à compter du 11 décembre 2022 (plus tard en pratique) : Lille – Nantes, Strasbourg – Clermont-Ferrand, Massy – Brest, Saint-Étienne – Thionville, Grenoble – Thionville, Le Croisic – Bâle. L'opérateur a également envisagé une liaison Brest – Bordeaux.

## Chiffres clés

### Données financières
Depuis sa création, en 2019, Railcoop a connu deux exercices comptables déficitaires. En 2021, Railcoop réalisé un chiffre d'affaires d'environ 8 000 euros, l'activité ferroviaire ayant à peine débuté.
Les éléments concernant 2022 ont été communiqués et approuvés lors de l'assemblée générale du 10 juin 2023.
| Année          | Chiffre d’affaires | Excédent brut d’exploitation | Résultat d’exploitation | Résultat net | Capitaux propres | Dette |
| -------------- | ------------------ | ---------------------------- | ----------------------- | ------------ | ---------------- | ----- |
| 2022           | 119,879            | −4 424                       | −4 372                  | −4 300       | −121             | 877   |
| 2021           | 8,520              | −1 430                       | −1 470                  | −1 470       | 2 900            | 556   |
| 2020 (13 mois) | 0 €                | −228                         | −232                    | −234         | 814              | 1,26  |

## Communication

### Identité visuelle

Logo de Railcoop depuis sa création.

### Partenaires
Railcoop participe au collectif des Licoornes, composé de neuf coopératives qui développent des services solidaires et des produits du quotidien dans le sens de la transition citoyenne et écologique : le fournisseur d’électricité renouvelable Enercoop, le service de covoiturage Mobicoop, le réseau d’opérateurs d’autopartage Citiz, l’opérateur de télécommunications Telecoop, la coopérative de finances solidaires La Nef, ainsi que le Label Emmaüs, Commown et Coopcircuits,,.
La coopérative est par ailleurs membres de l'Union des transports publics et ferroviaires, Objectif OFP, ALLRAIL, Fair, de la Confédération générale des SCOP / Union régionale des SCOP Occitanie, de la chambre régionale de l'économie sociale et solidaire Auvergne-Rhône-Alpes (CRESS AuRA), de Fer Inter, We4log et de Ferrocampus.

## Gouvernance de la société

### Composition du sociétariat
Chacun des sociétaires est rattaché à l'un des cinq collèges : personnes physiques, collectivités locales et institutions, personnes morales, salariés, partenaires techniques et financiers.
Le syndicat mixte du Livradois-Forez est la première institution à devenir sociétaire au sein du collège « Collectivités locales et institutions ». La Creuse est le premier département, suivie de l'Allier en mai 2021. La région Grand Est entre à hauteur de 300 000 € dans le capital de Railcoop. Son vice-président chargé des transports, David Valence, explique que la « région s'honore en le faisant »,.
Au 1er juillet 2022, Railcoop compte plus de 12 000 sociétaires.

### Conseil d'administration

#### Présidence
Son conseil d'administration réuni le 19 juillet 2023 choisit Nicolas Debaisieux, jusqu'alors seulement Directeur général, comme président de Railcoop. Il est le 5e président de la société en quatre ans, deux de ses quatre prédécesseurs n'ont été en poste que moins de trois mois,.
- Dominique Guerrée (11/2019 - 09/2022)
- Patrick Jeanjean (09/2022 - 11/2022)
- Philippe Bourguignon (11/2022 - 06/2023)
- Christian Roy (06/2023 - 07/2023)
- Nicolas Debaisieux (07/2023 - 04/2024)

#### Direction générale
- Nicolas Debaisieux

### Activité de lobbying
Railcoop est inscrit comme représentant d'intérêts auprès de la Haute Autorité pour la transparence de la vie publique et a déclaré qu'en 2021 les coûts annuels liés aux activités directes de représentation s'élèvent entre 100 000  et   200 000 €.
En 2019, l'activité de lobbying déclarée par la coopérative auprès de la commission européenne sur le registre de la transparence représentait 0,2 ETP pour un montant inférieur à 25 000 €.